# Szákszend
Szákszend es un pueblo ubicado en el distrito de Oroszlány, en el condado de Komárom-Esztergom, Hungría.

## Superficie
Posee una superficie de 35,93 kilómetros cuadrados.

## Demografía
Hasta 2019 la población era de 1432 habitantes, con una densidad de población de 39,86 habitantes por kilómetro cuadrado.